# Kościół Narodzenia Najświętszej Marii Panny w Jodłowniku
Kościół Narodzenia Najświętszej Marii Panny w Jodłowniku – zabytkowa świątynia rzymskokatolicka w Jodłowniku, w powiecie limanowskim, pełniąca pierwotnie funkcję kościoła parafialnego, a obecnie kościoła pomocniczego parafii pw. Narodzenia Najświętszej Marii Panny.
Kościół znajduje się na Małopolskim Szlaku Architektury Drewnianej.

## Historia
Fundatorem modrzewiowego kościółka w Jodłowniku był w 1585 roku właściciel wsi – Przecław Niewiarowski. Po jego śmierci, zgodnie z jego testamentem, opiekę nad majątkiem i kościołem przejął zakon Dominikanów z Krakowa. Pod kontrolą tego zakonu kościół znajdował się aż do lat 70. XVIII wieku, to znaczy do momentu konfiskaty dóbr zakonu przez rząd austriacki.
Tymczasowo świątynia została włączona do parafii w Skrzydlnej.
W XIX wieku w okolice Jodłownika przybyli Cystersi i objęli opiekę nad kościołem. Przeprowadzili wówczas jego generalny remont i założyli pobliski cmentarz. Kiedy w 1925 biskup Leon Wałęga ustanowił tu samodzielną parafię, naturalnym było przekazanie jej pod opiekę opactwa Cystersów. Pierwszym proboszczem został ojciec Alojzy Tajduś.
Aż do poświęcenia nowego kościoła, drewniany kościółek pełnił funkcję kościoła parafialnego. Obecnie jest zamknięty i msze odprawiane są w nim bardzo rzadko.

## Architektura
Jest to świątynia wzniesiona z drewna modrzewiowego, według zasad konstrukcji zrębowej. Jest w całości oszalowana pionowo i pokryta gontem. W jej założeniu architektonicznym można zauważyć elementy stylu gotyckiego.
Jest to kościół jednonawowy, orientowany z węższym, zamkniętym trójbocznie prezbiterium, do którego przylega niewielka zakrystia. Góruje nad nim kwadratowa wieża o konstrukcji słupowej z nadwieszoną izbicą. Na dachu znajduje się również niewielka sześcioboczna wieżyczka na sygnaturkę, dobudowana w XVII wieku.

## Wnętrze
Wnętrze kościoła nakryte jest płaskim stropem, w nawie z zakrzywieniami. Strop oraz ściany zdobi zabytkowa polichromia z 1764 roku, przedstawiająca medaliony z popiersiami świętych związanych z zakonem Dominikanów.
- Ołtarz główny: pochodzi z II połowy XVIII wieku. Znajdują się na nim posągi św. Jacka i św. Dominika. Pośrodku znajdował się cudowny obraz Matka Boża Jodłownicka, który obecnie znajduje się w ołtarzu głównym nowego kościoła. Zastąpiono go wizerunkiem Ofiarowanie Najświętszej Marii Panny;
- ołtarz boczny z obrazem Najświętsze Serce Pana Jezusa;
- ołtarz boczny z obrazem Matka Boża z Dzieciątkiem.

### Wyposażenie kościoła
Wyróżniającym się elementem wyposażenia kościoła w Jodłowniku jest jasna renesansowa ambona, pochodząca z XVI wieku. W kościele znajduje się również wiele obrazów z XVII i XVIII wieku, wraz z obrazem fundatora kościoła Przecława Niewiarowskiego z 1600, oraz dwa dzwony z drugiej połowy XVI wieku i piękna drewniana chrzcielnica.